# Vĩnh Long
Vĩnh Long ([vǐˀɲ lɔŋ], wymowaⓘ) – miasto w Wietnamie, nad rzeką Cổ Chiên (ujściowe ramię Mekongu), stolica prowincji Vĩnh Long. W 2009 roku liczyło 103 067 mieszkańców.